# روبرت ك. هنتلي
روبرت ك. هنتلي (بالإنجليزية: Robert C. Huntley) هو سياسي أمريكي، ولد في 7 أغسطس 1932. انتخب عضو مجلس نواب ايداهو.